# Municipio de Pratt (Dakota del Norte)
El municipio de Pratt (en inglés: Pratt Township) es un municipio ubicado en el condado de McHenry en el estado estadounidense de Dakota del Norte. En el año 2010 tenía una población de 50 habitantes y una densidad poblacional de 0,54 personas por km².

## Geografía
El municipio de Pratt se encuentra ubicado en las coordenadas 48°34′55″N 100°59′2″O / 48.58194, -100.98389. Según la Oficina del Censo de los Estados Unidos, el municipio tiene una superficie total de 93.24 km², de la cual 93,18 km² corresponden a tierra firme y (0,06 %) 0,06 km² es agua.

## Demografía
Según el censo de 2010, había 50 personas residiendo en el municipio de Pratt. La densidad de población era de 0,54 hab./km². De los 50 habitantes, el municipio de Pratt estaba compuesto por el 90 % blancos, el 2 % eran amerindios, el 4 % eran de otras razas y el 4 % eran de una mezcla de razas. Del total de la población el 4 % eran hispanos o latinos de cualquier raza.